# Orudua Sibohou
Orudua Sibohou is een bestuurslaag in het regentschap Nias Selatan van de provincie Noord-Sumatra, Indonesië. Orudua Sibohou telt 1231 inwoners (volkstelling 2010).